# Ōmononushi
Ōmononushi (japonais : 大物主神, romanisé : Ōmononushi-no-Kami ; orthographe historique : Ohomononushi) est un kami dans la mythologie japonaise associé au mont Miwa (également connu sous le nom de mont Mimoro) à Sakurai, préfecture de Nara. Il est étroitement lié au cycle mythique impérial enregistré dans le Kojiki (vers 712 ap. J.-C.) et le Nihon Shoki (720 ap. J.-C.) avec le kami terrestre Ōkuninushi (Ōnamuchi) ; en effet, ce dernier texte traite 'Ōmononushi' comme un autre nom pour ou un aspect - plus précisément, l'esprit ou mitama - de Ōnamuchi.
Le principal lieu de culte d'Ōmononushi est le sanctuaire Ōmiwa situé au pied du mont Miwa, qui sert d'objet de culte (shintai) au sanctuaire ; il est donc également connu sous le nom de Miwa-no-Ōkami (三輪大神, 'Grande Divinité de Miwa') ou Miwa (Dai)myōjin (三輪(大)明神). En outre, il est également consacré dans d'autres sanctuaires tels que le sanctuaire Ōsugi dans la préfecture d'Ibaraki. La divinité du sanctuaire de Kotohira (Kotohira-gū) à Kotohira, préfecture de Kagawa, populairement connue sous le nom de Konpira Daigongen (金毘羅大権現 (ja)), est également actuellement identifiée avec Ōmononushi.

## Nom
Le nom « Ōmononushi » (大物主 ; orthographe historique : おほものぬし, Ohomononushi ; Vieux japonais : Opomo 2 no 2 nusi) est traduit soit par « Great Thing Master », (après une traduction littérale des caractères utilisés dans son nom) ou « Great Spirit Master » (avec mono étant pris comme signifiant « esprit » ou « entité surnaturelle »). La divinité reçoit également le nom de « Yamato-no-Ōmononushi-Kushimikatama-no-Mikoto » (倭大物主櫛𤭖玉命, lit. « Grand Maître des choses/Esprits, le merveilleux esprit impressionnant (tama) de Yamato ') dans l' Izumo no Kuni no Miyatsuko no Kanʼyogoto (出雲国造神賀詞, « Mots de félicitations du chef d'Izumo »), une déclaration rituelle (norito) prononcée par le gouverneur ou kuni no miyatsuko de la province d'Izumo à la cour impériale lors de sa nomination.
Un passage dans le Fudoki de la province de Harima (préfecture moderne de Hyōgo) fait quant à lui référence à une divinité vénérée au sanctuaire Misaka (ja) dans le village de Shijimi dans le district de Minō (ville moderne de Miki) connue à la fois sous le nom de « Yatokakesu-/Yatokakasu-Mimoro-no-Mikoto ». (八戸桂掛須御諸命) et 'Ōmononushi-Ashihara-no-Shiko(o)' (大物主葦原志許(乎); Ashihara-no-Shikoo 'Homme laid / Jeune guerrier des plaines de roseaux ' est utilisé dans le Kojiki et le Shoki comme autre nom pour Ōkuninushi),.

## Mythologie

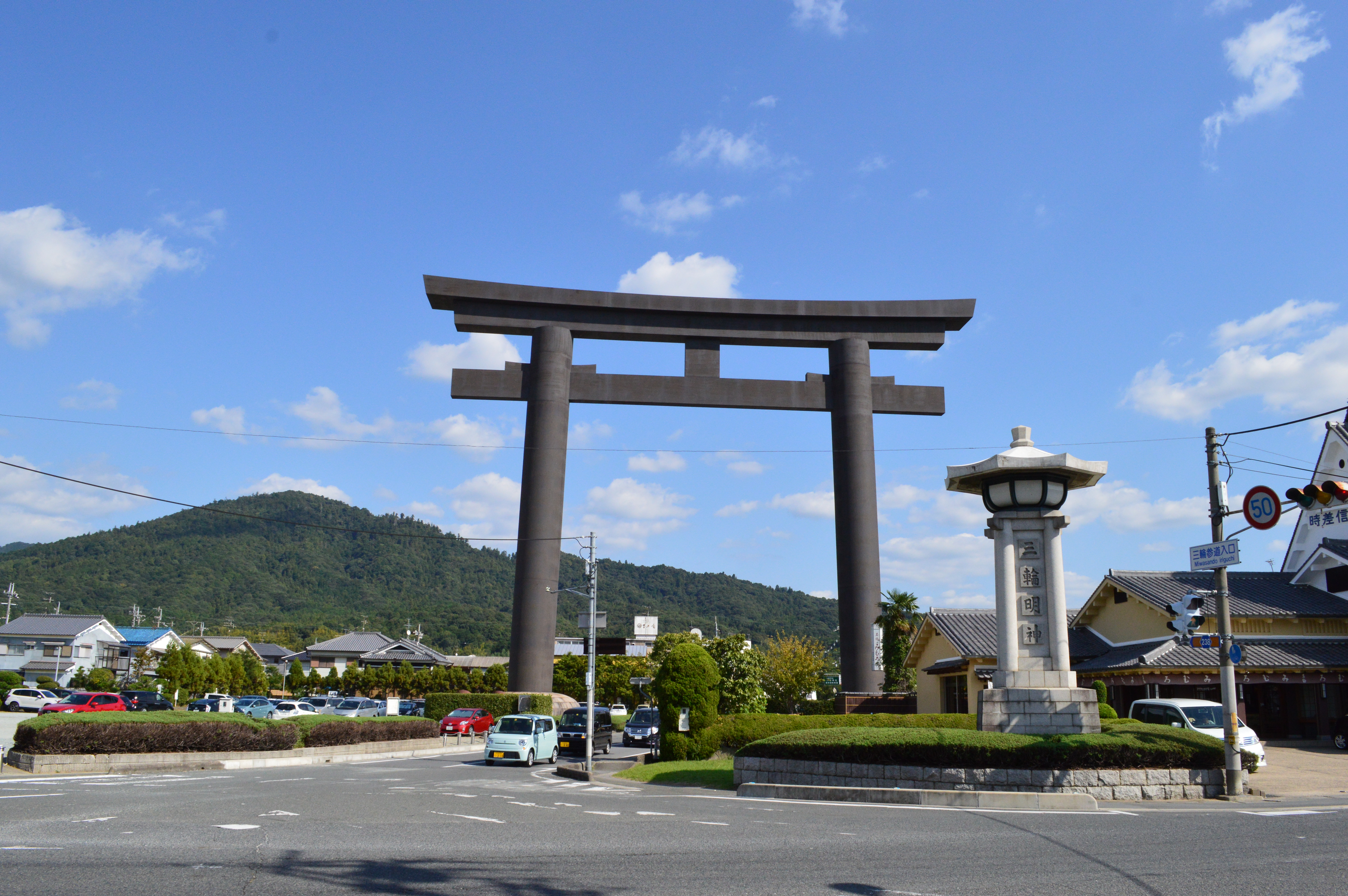
Mont Miwa avec le torii du sanctuaire Ōmiwa au premier plan

### Ōmononushi et Ōkuninushi
Ōmononushi apparaît pour la première fois dans le récit de la pacification et du développement du monde terrestre par le dieu Ōkuninushi, Ashihara-no-Nakatsukuni.
Quand Ōkuninushi (aussi appelé Ōnamuchi dans le Kojiki, et décrit comme le descendant ou fils de Susanoo dans le Nihon Shoki), entreprit la tâche monumentale de développer Ashihara-no-Nakatsukuni, un nain nommé Sukunabikona surgit de l'autre côté de la mer et devint son partenaire
Cependant, après un certain temps, Sukunabikona quitta Ōkuninushi et se rendit au « pays éternel » (常世国, tokoyo no kuni). Alors qu'Ōkuninushi déplorait le départ de Sukunabikona, un autre dieu « illuminant la mer » apparaît devant Ōkuninushi, promettant de l'aider dans sa tâche s'il (Ōkuninushi) l'adorera. Ōkuninushi, conformément au souhait du dieu, l'enferma ensuite sur le mont Mimoro (mont Miwa) au pays de Yamato,. Bien que ce dieu ne soit pas encore identifié à ce stade dans le Kojiki, la version du mythe trouvée dans le Nihon Shoki fait que cette divinité s'identifie explicitement comme étant le kushimitama et le sakimitama (幸魂奇魂) d'Ōnamuchi (le nom par défaut d'Ōkuninushi dans ce texte). , « esprit merveilleux » et « esprit chanceux/de bon augure », respectivement). En effet, ce même passage cite « Ōmononushi » comme l'un des différents noms d'Ōnamuchi.
Une version variante du mythe de la cession par Ōnamuchi d'Ashihara-no-Nakatsukuni aux dieux du royaume céleste . Takamagahara trouvé dans le Shoki traite « Ōmononushi » comme un nom pour Ōnamuchi après qu'il a quitté le royaume physique pour gouverner le monde invisible de l'esprit. . Dans cette histoire, Ōnamuchi-as-Ōmononushi et son fils Kotoshironushi montent à Takamagahara pour jurer fidélité au kami céleste. En récompense, la divinité primordiale Takamimusubi donne à Ōmononushi sa fille Mihotsuhime (三穂津姫) pour être son épouse puis le renvoie sur terre avec « les quatre-vingts myriades de divinités » pour devenir les gardiennes des descendants de la déesse Amaterasu, les Maison impériale japonaise.
Dans l' Izumo no Kuni no Miyatsuko no Kanʼyogoto, Ōnamochi (Ōkuninushi), après avoir renoncé à son autorité sur la terre, attache son nigitama (和魂, « esprit doux ») dans un « miroir à huit mains » (八咫鏡yata no kagami), qu'il a ensuite consacré à Miwa sous le nom de « Yamato-no-Ōmononushi-Kushimikatama-no-Mikoto » pour servir de patron de la maison impériale avec ses enfants, qu'il a installés dans divers sanctuaires de la région de Yamato,.

### Isukeyorihime (Isuzuhime)

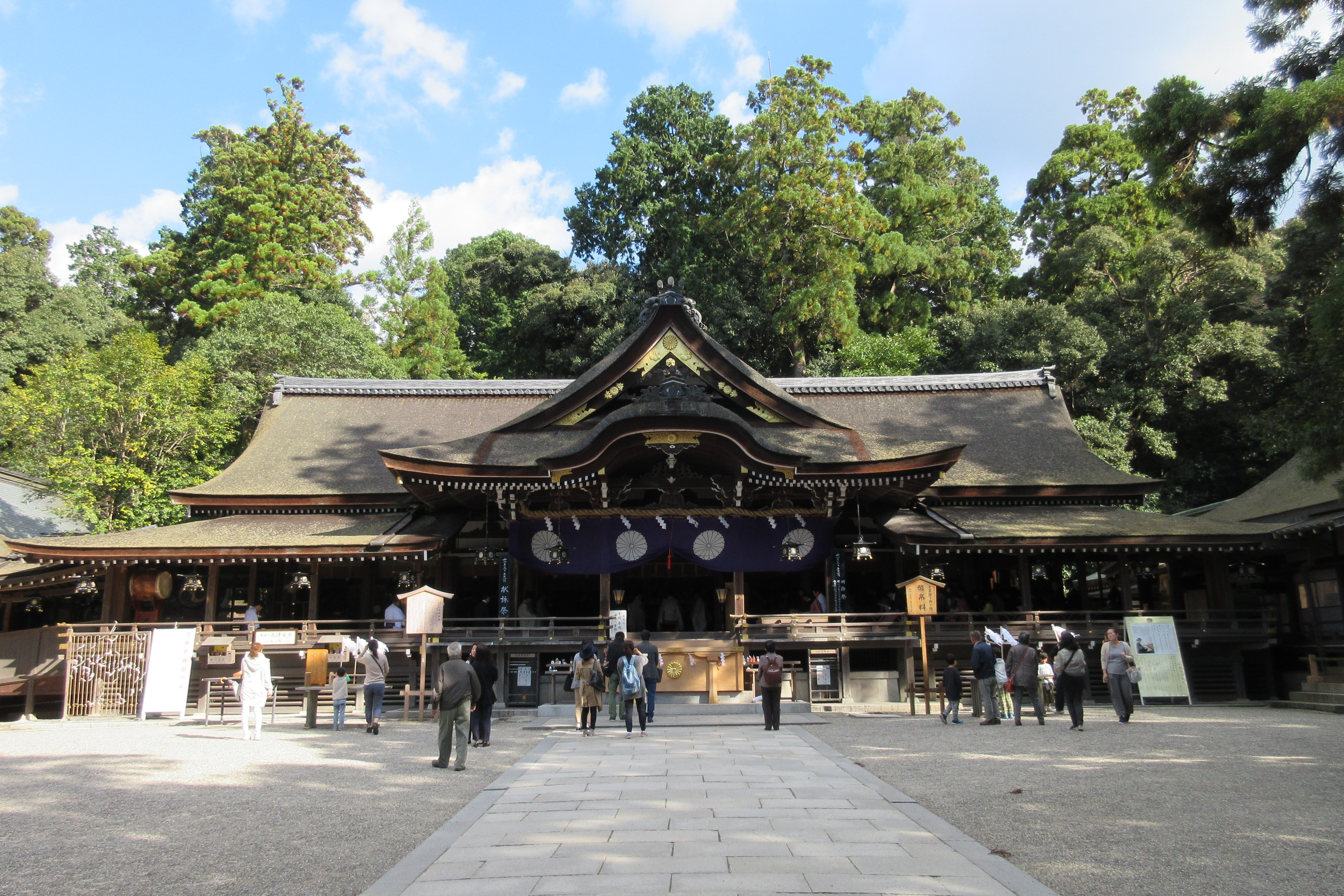
Haiden du sanctuaire Ōmiwa

Le Kojiki raconte que lorsque Kamuyamato-Iwarebiko (également connu sous le nom d'empereur Jimmu), l'arrière-petit-fils de Ninigi (le petit-fils d'Amaterasu descendu du ciel pour gouverner Ashihara-no-Nakatsukuni après sa reddition par Ōkuninushi), cherchait une épouse., on lui a parlé d'une femme nommée Seyadatarahime (勢夜陀多良比売) qui a donné naissance à une fille après avoir été fécondée par Ōmononushi, qui a pris la forme d'une flèche rouge et lui a frappé les parties génitales alors qu'elle déféquait dans un fossé. Iwarebiko courtisait cette fille, nommée Hototatara-Isusukihime (富登多多良伊須須岐比売) ou Himetatara-Isukeyorihime (比売多多良伊須気余理比売 ; une forme modifiée du nom qui omet le mot tabou chaud o « organes génitaux ») et la prit pour épouse,,.
Alors que le récit principal du premier volume du Nihon Shoki décrit d'abord cette fille, nommée Himetataraisuzu-hime (媛蹈鞴五十鈴媛), comme la progéniture du dieu d'Ōmiwa (c'est-à-dire Ōmononushi) en accord avec le Kojiki, il est puis immédiatement suivi d'un récit alternatif qui la décrit comme l'enfant du dieu Kotoshironushi et de la déesse Mizokuhihime (溝樴姫) - également connue sous le nom de Tamakushihime (玉櫛姫) - conçue après que Kotoshironushi se soit transformé en un gigantesque wani et ait eu des relations sexuelles avec elle. De même, le récit principal des troisième et quatrième volumes la désigne comme la fille de Kotoshironushi plutôt que d'Ōmononushi,.

### Ōtataneko et Ikuhi servent Ōmononushi
Le Kojiki et le Nihon Shoki racontent qu'une série de fléaux dévastateurs ont touché le pays sous le règne de l'empereur Sujin. Après avoir effectué une divination pour vérifier la volonté du kami, l'empereur reçut alors une révélation d'Ōmononushi via un rêve (Kojiki) ou un oracle délivré par Yamato-Totohimomosohime (倭迹迹日百襲姫命), la grand-tante de l'empereur (Shoki). Dans ce document, Ōmononushi revendiquait la responsabilité de la peste et annonçait qu'elle ne s'arrêterait pas jusqu'à ce qu'il reçoive le culte dû par un homme nommé Ōtataneko (意富多多泥古命 / 大田田根子), qui est soit son fils (Shoki) soit son arrière-arrière-petit-fils (Kojiki) par l'intermédiaire d'une femme nommée Ikutamayorihime (活玉依毘売 / 活玉依媛). Ensuite, Ōtataneko a été trouvé et nommé pour servir Ōmononushi dans son sanctuaire, l'épidémie a cessé. Ōtataneko est considéré comme l'ancêtre des clans sacerdotaux de Kamo (鴨君Kamo no Kimi) et Miwa (神君 / 三輪君Miwa no Kimi),,,.
Le Shoki ajoute que Sujin a nommé un autre individu nommé Ikuhi (活日) comme brasseur de saké présenté en offrande à Ōmononushi. Lorsque le culte de la divinité était célébré au sanctuaire de Miwa, Ikuhi offrit à l'empereur un peu de ce saké sacré (miki) tout en chantant une chanson:
 

### Affaire avec Ikutamayorihime
Le Kojiki suit le récit d' Ōtataneko la nomination d'Ōmononushi comme prêtre d'Ōmononushi avec l'histoire de la liaison d'Ōmononushi avec Ikutamayorihime.
La belle Ikutamayorihime a reçu la visite nuit après nuit d'un beau jeune inconnu qui l'a mise enceinte. Soucieux de découvrir l'identité de l'homme, les parents d'Ikutamayorihime lui ont conseillé de coudre un fil de chanvre à l'ourlet du vêtement de l'homme. Le lendemain matin, le fil a été retrouvé passant par le trou de la serrure de la porte de sa chambre, menant directement au mont Miwa. Ikutamayorihime et ses parents savaient donc que son amant était Ōmononushi, le dieu de la montagne. Cette légende explique que le nom « Miwa » dérive des trois (mi) boucles ou torsions (wa) de fil de chanvre qui restaient,,.

### Mort de Yamato-Totohimomosohime

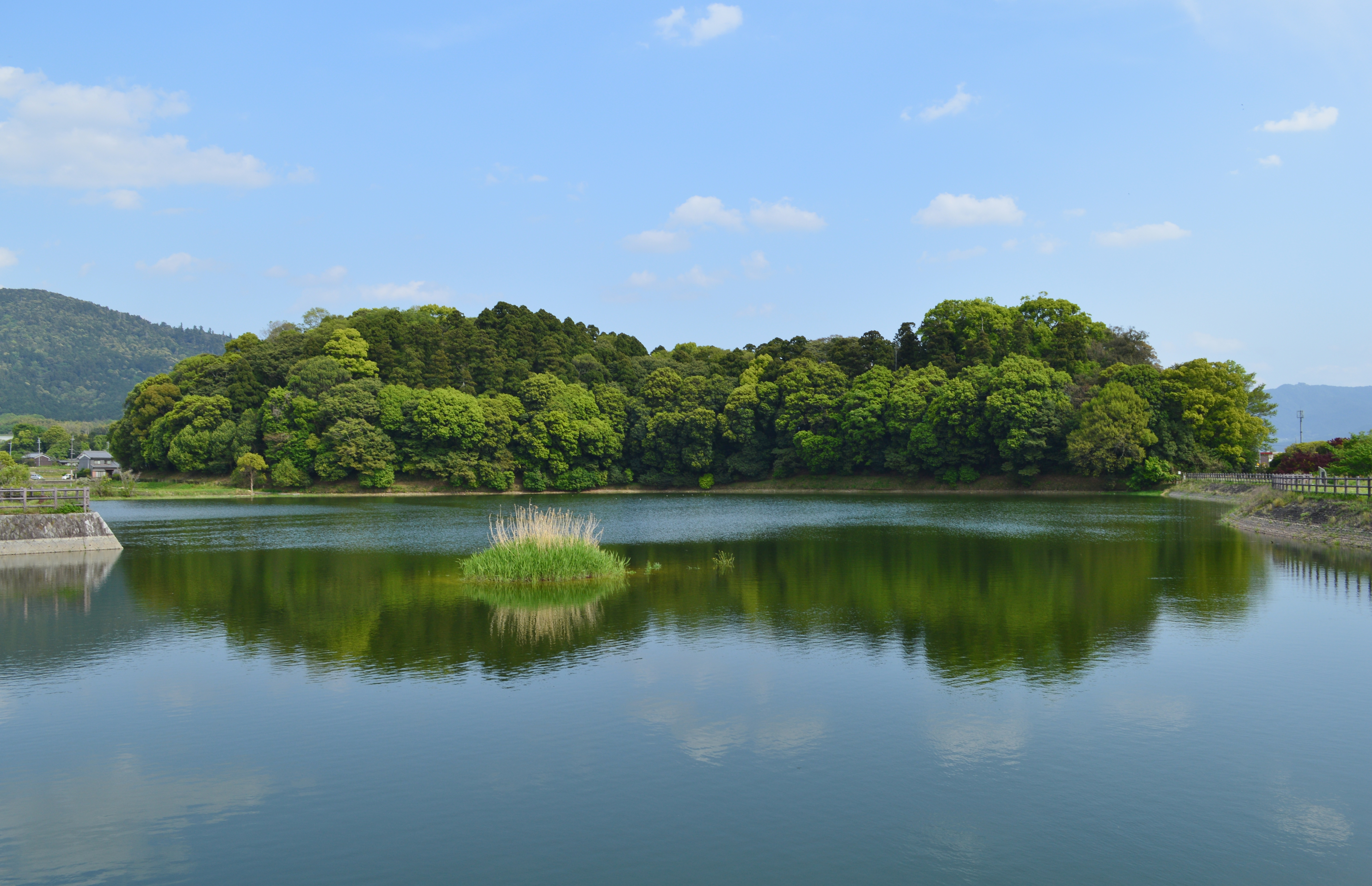
Hashihaka Kofun (箸墓古墳), un tumulus de la fin du IIIe siècle et du début du IVe siècle (kofun) au pied du mont Miwa à Sakurai, préfecture de Nara. Une légende enregistrée dans le Nihon Shoki prétend que ce tumulus serait le tombeau de Yamato-Totohimomosohime.

Le Nihon Shoki rapporte l'histoire suivante à propos de Yamato-Totohimomosohime, fille de l'empereur Kōrei et grand-tante de l'empereur Sujin.
Yamato-Totohimomosohime s'est marié avec Ōmononushi, mais le dieu ne lui rendait visite que la nuit et n'était jamais vu pendant la journée. Lorsqu'elle a demandé à voir sa vraie forme, il s'est caché dans son étui à peigne, où elle l'a trouvé sous la forme d'un petit serpent. Après que son alarme ait fait fuir le serpent dans la honte et la colère vers le mont Miwa, Yamato-Totohimomosohime, par remords, lui poignarde les parties génitales avec une baguette et meurt.
Ce récit sert de mythe d'origine pour Hashihaka Kofun (hashi (no) haka signifie « tombeau aux baguettes ») au pied ouest du mont Miwa, qui est ici considéré comme le tombeau de Yamato-Totohimomosohime. Le tumulus, que l'histoire prétend être fait de pierre du mont Ōsaka (大坂山, identifié au mont Nijō à la frontière de Nara et d'Osaka, situé à 15,3 kilomètres (9,5 miles) à l'ouest de la tombe), serait ont été créés par les hommes le jour et par les dieux la nuit ; les pierres utilisées pour sa construction auraient été transportées de la montagne au tertre par des ouvriers debout en file indienne, qui passaient les pierres de main en main.

### L'empereur Yūryaku et le serpent du mont Miwa
Un épisode enregistré dans le Shoki concernant l'empereur Yūryaku raconte que l'empereur, souhaitant voir de ses propres yeux la forme physique du dieu du mont Miwa , commanda un serviteur nommé Chiisakobe no Sugaru (少子部蜾蠃) pour aller chercher la divinité. Sugaru gravit la montagne et captura un gros serpent qu'il présenta à l'empereur. Cependant, comme Yūryaku négligeait de se purifier rituellement au préalable, le serpent émit un bruit de tonnerre (ou invoqua le tonnerre) et ses globes oculaires brillèrent. L'empereur s'enfuit par peur du serpent et ordonna de le ramener au mont Miwa. Il donna ensuite à la montagne (ou Sugaru) le nom « Ikazuchi » (雷), qui signifie « tonnerre ».
Une variante différente de cette histoire se trouve dans le Nihon Ryōiki (vers 822 CE). Là, Sugaru reçoit l'ordre de capturer le dieu du tonnerre après que Sugaru soit entré accidentellement dans le palais alors que l'empereur faisait l'amour avec l'impératrice. Sugaru sortit alors et convoqua le dieu pour qu'il comparaisse devant l'empereur, au cours duquel la foudre frappa près du temple de Toyura-dera (l'actuel Kōgen-ji dans le village d'Asuka dans la préfecture de Nara). Sugaru fit venir des prêtres pour placer cet éclair (c'est-à-dire le dieu du tonnerre) dans un palanquin qu'il apporta ensuite devant l'empereur. L'empereur fut effrayé après que le dieu ait émis un brillant éclair de lumière et l'ait fait libérer sur la colline où il est tombé, connue sous le nom d'Ikazuchi-no-Oka (雷丘 « Colline du Tonnerre »).

### Dans la mythologie ultérieure

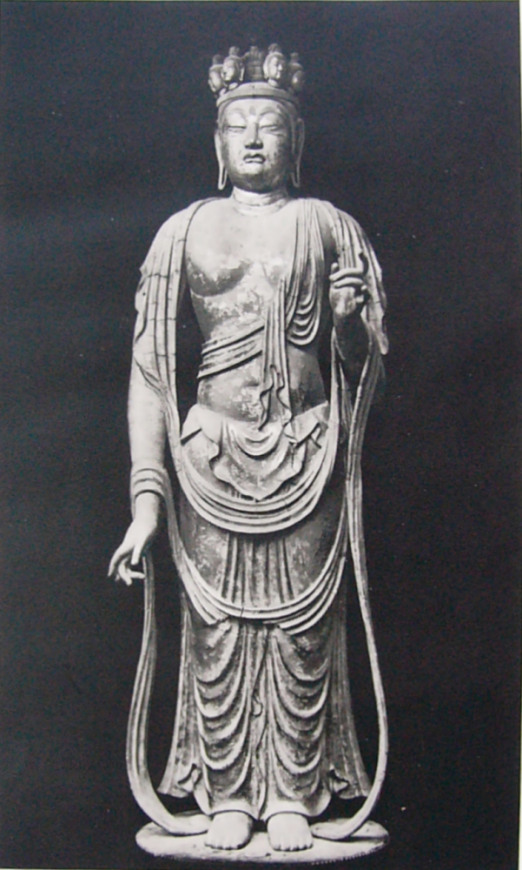
Statue de la fin du VIIIe siècle (période Nara) de l'Avalokiteśvara aux onze visages (Jūichimen Kannon). Autrefois image principale ou du Daigorin-ji (l'ancien jingū-ji du sanctuaire Ōmiwa), cette image a été transférée au Shorin-ji à Sakurai, Nara lorsque la séparation du shintoïsme et du bouddhisme a été imposée pendant la période Meiji.

Un texte de la fin du XIIIe siècle (période Kamakura), le Miwa Daimyōjin Engi (三輪大明神縁起), présente des récits de deux des mythes ci-dessus concernant Ōmononushi réinterprétés dans un cadre bouddhiste.
- La version Engi du récit de la rencontre d'Ōnamuchi avec Ōmononushi (basée sur celle trouvée dans le Nihon Shoki) identifie le dieu enchâssé dans Miwa comme étant Tenshō Kōtaijin (天照皇太神, l'Amaterasu de la mythologie classique). En effet, Miwa Daimyōjin, la divinité du mont Miwa, et Kōtaijin, la divinité du mont Kamiji dans la province d'Ise (c'est-à-dire le sanctuaire d'Ise), sont traitées dans le texte comme deux incarnations terrestres différentes de la même divinité céleste Tenshō/Amaterasu, qui dans son tour est une manifestation du Bouddha Vairocana (Dainichi). Dans le même temps, cependant, le texte affirme que le sanctuaire de Miwa est supérieur à celui d'Ise, dans la mesure où la descente de la divinité Miwa sur terre a eu lieu pendant l'ère mythique des dieux, alors que Tenshō Daijin n'a été consacré à Ise que beaucoup plus tard. sous le règne de l'empereur Suinin[27].
- L'histoire de la relation amoureuse d'Ōmononushi avec Ikutamayorihime est ici transformée en une légende d'origine du Daigorin-ji (大御輪寺, également Ōmiwa-dera), le temple bouddhiste (jingū-ji) associé au sanctuaire Ōmiwa pendant la période médiévale.

« Ce temple fut le premier établissement bouddhiste construit dans la quatre-vingt-dix-neuvième année du règne de Empereur Suinin, le onzième souverain humain. À cette époque, il y avait un certain Takeichihara dainagon (武一(二)原大納言). Il avait une fille. La divinité de ce sanctuaire [Ōmiwa] se rendait secrètement chaque nuit pour faire l'amour avec cette femme, qui finit par donner naissance à un enfant mâle. Les parents de la femme, ainsi que tous les autres [hauts et bas placés], étaient suspicieux et lui demandèrent la raison. Pour dissiper ses propres soupçons et ceux des autres, la fille prit un fil fin et l'attacha à l'ourlet du vêtement [de son amant], cherchant à découvrir où le fil menait. Il entra directement au milieu des trois lieux, à l'autel du grand sanctuaire (ōmiya no shadan 大宮之社壇). C'est alors qu'ils apprirent pour la première fois qu'il s'agissait de la Grande Divinité (jinmyō 神明) [de Miwa]. Par la suite, à la demande du dainagon, la divinité se manifesta sous la forme d'un grand serpent et lécha le dos du prince (certaines légendes disent qu'il lécha sa poitrine). À l'endroit léché, une marque dorée apparut qui disait : "Le Maître des Grandes Choses, de Premier Rang Supérieur, la Grande Divinité, Remarquable [pour ses services dans les affaires d'État] (shō ichii daimyōjin kun ittō Ōmono no nushi 正一位大明神勲一等大物之主)."
Le dainagon se retira du monde pour se retirer dans son propre manoir et transforma sa résidence privée en un temple bouddhiste (garan 伽藍). C'était Ōmiwadera. »

Le récit ajoute que la mère du garçon est décédée sept jours après l'accouchement. Le prince a grandi en aspirant à sa mère compatissante. Pour consoler le garçon en deuil, la divinité Miwa apparut sous la forme d'un homme et lui offrit une statue à l'effigie de sa mère. Par la suite, le prince adorait constamment le sanctuaire du dieu jusqu'à ce qu'il atteigne l'adolescence, lorsqu'il s'enferma dans une cellule du temple et entra dans le samādhi, pour n'en jamais ressortir. Six siècles plus tard, le prince Shōtoku visita le temple et découvrit la statue de la mère du prince, que l'histoire identifie à l'image principale (en) du Daigorin-ji, celle du Kannon aux onze faces (Avalokiteśvara).
Ōmononushi est le kami de la pluie.

## Voir également
- Ōkuninushi
- Mount Miwa
- Mitama
- Kotohira-gū
- Snake worship
- Kamo clan
- Kotoshironushi
- Legend of the White Snake